# Првослав Михайлович
Првослав Михайлович (серб. Првослав Михајловић, 13 квітня 1921, Валево — 28 червня 1978, Белград) — югославський футболіст, що грав на позиції півзахисника, за клуби БСК «Белград» і «Партизан», а також національну збірну Югославії. По завершенні ігрової кар'єри — тренер.
Триразовий чемпіон Югославії. Чотириразовий володар Кубка Югославії. 

## Клубна кар'єра
У футболі дебютував в 1938 році у спортивному клубі «Валево», через три роки перейшов до белградського клубу «Обилич», де відіграв один сезон.
З 1942 року грав за команду БСК «Белград», в якій провів ще два сезони своєї кар'єри футболіста. 
Своєю грою за цю команду привернув увагу представників тренерського штабу клубу «Партизан», до складу якого приєднався 1945 року. Відіграв за белградську команду наступні п'ять сезонів своєї ігрової кар'єри. У складі «Партизана» був одним з головних бомбардирів команди, маючи середню результативність на рівні 0,57 голу за гру першості. За цей час двічі виборював титул чемпіона Югославії.
Протягом 1951 року захищав кольори команди «Црвена Звезда».
1951 року повернувся до клубу «Партизан», за який відіграв 6 сезонів. В новому клубі був серед найкращих голеодорів, відзначаючись забитим голом в середньому щонайменше у кожній третій грі чемпіонату. Завершив професійну кар'єру футболіста виступами за команду «Партизан» у 1957 році.

## Виступи за збірну
1946 року дебютував в офіційних матчах у складі національної збірної Югославії. Протягом кар'єри у національній команді провів у її формі 13 матчів, забивши 6 голів.
У складі збірної був учасником футбольного турніру на Олімпійських іграх 1948 року у Лондоні, де разом з командою здобув «срібло».
Був присутній в заявці збірної на чемпіонаті світу 1950 року у Бразилії, але на поле не виходив.

## Кар'єра тренера
Розпочав тренерську кар'єру відразу ж по завершенні кар'єри гравця, 1957 року, очоливши тренерський штаб клубу ОФК (Белград).
1960 року став головним тренером збірної СФРЮ, яку тренував протягом трьох років. Разом з Любомиром Ловричем  очолював югославську команду на чемпіонаті світу 1962 року у Чилі, яка дійшла до півфіналу, де поступилася Чехословаччині (1-3), а в матчі за бронзові медалі програла господарям (0-1).
Протягом тренерської кар'єри також очолював команди «Аль-Іттіхад» (Александрія) та «Каршияка», а також входив до тренерського штабу клубу «Партизан».
Останнім місцем тренерської роботи був клуб «Пройсен Мюнстер», головним тренером команди якого Првослав Михайлович був з 1966 по 1967 рік. 
Помер 28 червня 1978 року на 58-му році життя у місті Белград.

## Титули і досягнення
- Чемпіон Югославії (3):

«Партизан»: 1946-1947, 1948-1949
«Црвена Звезда»: 1951
- Володар Кубка Югославії (4):

«Партизан»: 1947, 1952, 1954, 1957
- Срібний олімпійський призер: 1948